# Штјеруси
Штјеруси (слч. Šterusy) насељено је мјесто са административним статусом сеоске општине (слч. obec) у округу Пјештјани, у Трнавском крају, Словачка Република.

## Становништво
| Година:    | 1994. | 2004.   | 2014.   | 2024.   |
| ---------- | ----- | ------- | ------- | ------- |
| Број људи: | 516   | 515     | 504     | 463     |
| Разлика:   |       | -0,19 % | -2,13 % | -8,13 % |

| Година:    | 2023. | 2024.   |
| ---------- | ----- | ------- |
| Број људи: | 468   | 463     |
| Разлика:   |       | -1,06 % |

Према подацима о броју становника из 2024. године насеље је имало 463 становника.